# Rookbom

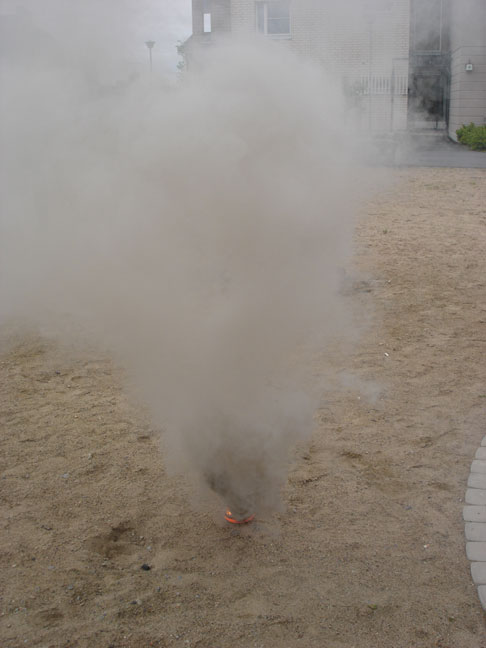
Een rookbom.

Een rookbom is een vorm van ernstvuurwerk die bij ontsteking rook produceert.
Bij oproer of relletjes worden door hetzij gezagsdragers hetzij de relschoppers rookbommen of rookpotten gebruikt, ter voorkoming van visuele communicatie en ter desoriëntatie.
Een rookbom dient ook wel om een persoon of voertuig aan het zicht te onttrekken. Dit in tegenstelling tot de vuurpijl of signaalkogel, die dient om de aandacht te trekken, of de positie van een persoon of voertuig te markeren. Voor het laatste doel worden soms echter ook rookbommen gebruikt, vooral in de scheepvaart, waarbij in geval van nood een signaleringsrookbom de aandacht kan trekken van reddingsvaar- en/of vliegtuigen. Soms worden rookbommen ook gewoon voor de lol afgestoken: fun-rookbom.

## Werking
In rookgranaten wordt over het algemeen hexiet als rookvormer ingezet. Dit is een sas van hexachloorethaan en zink, dat bij het ontsteken een dichte rook van zinkchloride geeft. Deze rook wordt nog dichter naarmate ze waterdamp uit de lucht opneemt.
Een rookbom bestaat vaak uit een 'normale' sas met daaraan toegevoegd een relatief inerte stof die tijdens de reactie verdampt en de deflagratiesnelheid van de sas terugbrengt tot een hanteerbare waarde. De stof zal daarna bij afkoelen (buiten) weer condenseren of sublimeren waardoor het dichtste deel van de rook ontstaat. Een vaak hiervoor gebruikte stof is ammoniumchloride (salmiak). Een andere veelgebruikte sas bestaat uit suiker en kalkammonsalpeter, populair omdat de ingrediënten gemakkelijk verkrijgbaar zijn.
Daarnaast wordt soms rook geproduceerd door het ontsteken van sterretjes in een pvc-buis of het verbranden van rubber. De rook van de twee laatstgenoemde rookbommen is echter wel sterk carcinogeen. Bovendien kan de verbrandingssnelheid van de sterretjes in een (afgesloten) pvc-buis sterk oplopen waardoor de buis kan doorbranden.

## Bekende momenten van rookbomgebruik

### Het Huwelijk
De bekendste rookbom van Nederland werd op 10 maart 1966 afgestoken toen de trouwstoet van Prinses Beatrix en Prins Claus in Amsterdam door de Raadhuisstraat reed.
Het mengsel was de avond daarvoor door provo Luud Schimmelpennink in twee emmers aangeleverd. Op de boot van Nederwiet-pionier Kees Hoekert werd een deel van het poeder in stukjes aluminiumfolie gewikkeld. Het restant ging in een handtasje.

De volgende dag stond het studentenechtpaar Jaap en Lia Zander langs de route in de Raadhuisstraat. Toen de Gouden Koets in aantocht was, drukte Jaap Zander een brandende sigaret in het mengsel, waarna Lia Zander het tasje richting koets slingerde. Een grote rookwolk die via televisie wereldwijd was te zien, was het resultaat. Het tweetal werd onmiddellijk aangehouden en werd later "wegens het afsteken van ernstvuurwerk zonder vergunning" tot vier weken gevangenisstraf veroordeeld.
Onder andere dit incident leidde op 16 juli 1966 tot het 'eervol' ontslag van de Amsterdamse hoofdcommissaris H.J. van der Molen.

### Aanslag in Kedichem
Als een rookbom nat wordt, kan hij met een steekvlam ontbranden zodra hij wordt aangestoken. Dit zou zijn gebeurd toen op 29 maart 1986 radicale actievoerders met traangas en rookbommen een bijeenkomst van de Centrumpartij verstoorden in hotel Cosmopolite in Kedichem. Het hotel vloog in brand en de aanwezigen moesten zich in veiligheid brengen, waarbij Wil Schuurman zo ongelukkig terechtkwam dat later een been moest worden geamputeerd. De schade aan het gebouw bleek zo groot dat het moest worden afgebroken.